# Begraving (geologie)
Begraving (Engels: burial) is in de geologie het proces waarbij sediment en later gesteente begraven wordt door de afzetting van nieuwe sedimenten erbovenop. Het is het tegengestelde proces van erosie, waarbij de bovenliggende gesteenten juist verdwijnen.
Gebieden waar begraving voorkomt worden sedimentaire bekkens genoemd. In gebieden waar door tektonische processen sprake is van daling van de korst, spreekt men van een tektonisch bekken. Hoewel de definities verschillend zijn, komen sedimentaire bekkens en tektonische bekkens meestal grotendeels overeen.